# Volucella plumatoides
Volucella plumatoides är en tvåvingeart som beskrevs av Herve-bazin 1923. Volucella plumatoides ingår i släktet humleblomflugor, och familjen blomflugor. Inga underarter finns listade i Catalogue of Life.